# Steuerverschwendung
Steuerverschwendung (früher auch Steuermittelverschwendung genannt) ist ein der Medien- und Umgangssprache entlehntes politisches Schlagwort. Der Terminus wird von Wirtschaftswissenschaftlern kritisch reflektiert und nur vereinzelt von Rechtswissenschaftlern rezipiert.

## Fachliche Verwendung
In einem anderthalb Seiten langen Editorial legt Rechtswissenschaftler Joachim Lang dar, wie der Steuerrechtswissenschaftler Klaus Tipke den Ausdruck Steuerverschwendung definiert:

„Klaus Tipke definiert die Steuerverschwendung als »nicht zu rechtfertigende, den Gemeinwohlzweck verfehlende Verwendung von Steuern«. Als Beispiele nennt er Fehlplanungen und Fehlinvestitionen, besonders Fehlplanungen im Zusammenhang mit Großprojekten, Ausgaben für nicht benötigte Einrichtungen, verhinderbare, jedoch nicht verhinderte Kostensteigerungen sowie technisch verfehlte Anschaffungen. Er unterscheidet die technische, vornehmlich durch die Rechnungshöfe gerügte Steuerverschwendung und die politische Steuerverschwendung durch Politiken, die das Gemeinwohl verfehlen.“

Nach Johanna Hey (vormals wissenschaftliche Assistentin bei Joachim Lang) „werden Steuern verschwendet“, wenn eine „Maßnahme zur Erreichung des Gemeinwohlziels ungeeignet oder nicht erforderlich ist“.
Die Ökonomin Mariana Mazzucato fordert, dass wir aufhören müssen, den Staat als bösartigen Verschwender von Steuergeld zu verunglimpfen. Die Kapazitäten und die Dynamik des Staates sollten weiterentwickelt werden.
Der Sachbuchautor Maurice Höfgen kritisiert den Begriff Steuergeldverschwendung als irreführend: Der Begriff suggeriere, dass der Staat „kein eigenes Geld, nur das seiner Steuerzahler“ habe. Ein Staatshaushalt funktioniere jedoch fundamental anders als ein Privathaushalt, da „das Geld, das sich die Regierung besorgt, letztlich immer Geld der eigenen Zentralbank“ sei. Im Kern gehe es denjenigen, welche von Steuerverschwendung sprechen um neoliberale Überzeugungen. Der Staat solle sich aus der Wirtschaft heraushalten, deregulieren, privatisieren.

## Politische und mediale Verwendung

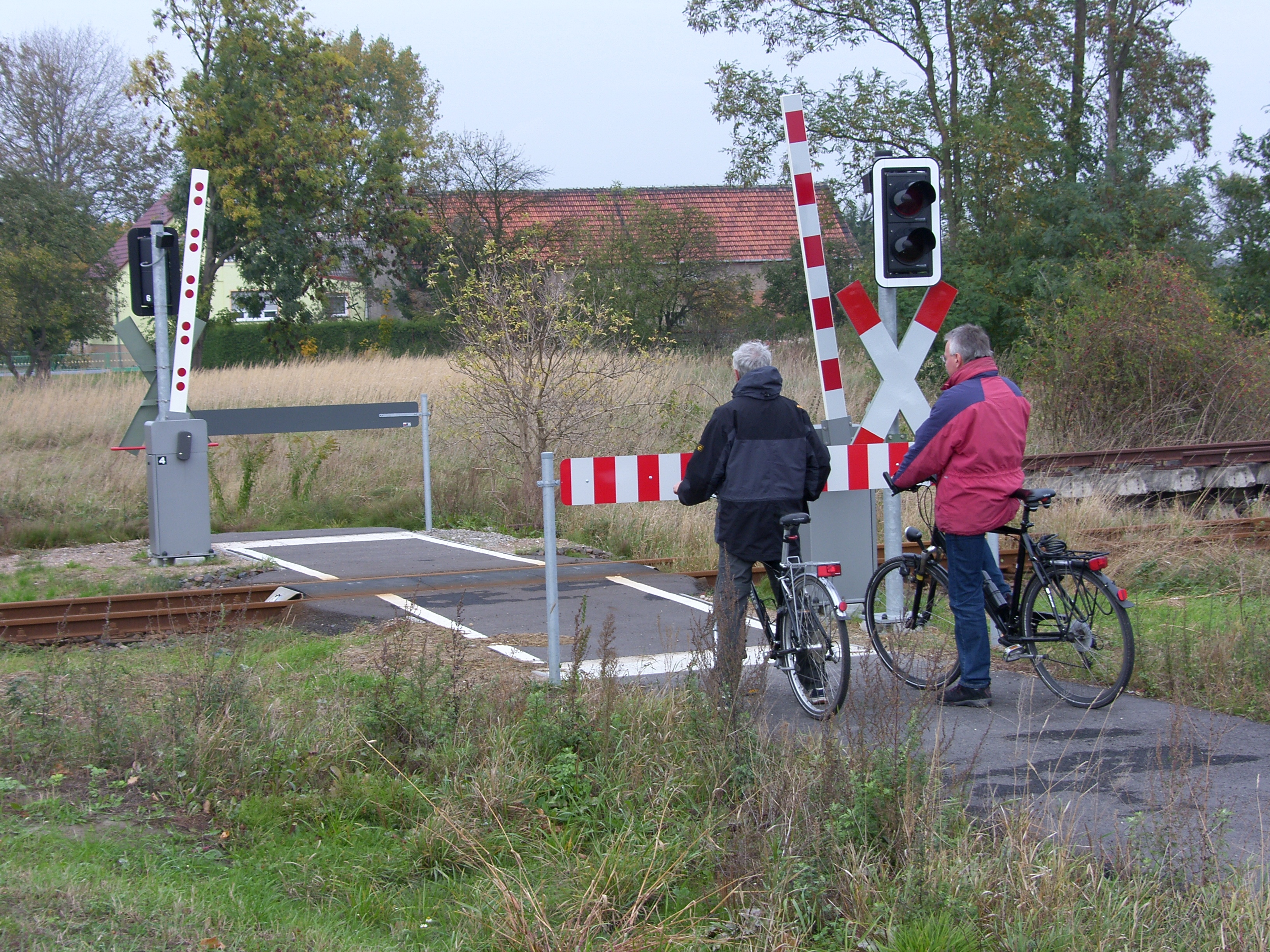
Beispiel für ein Bauvorhaben, das medial mit „Steuerverschwendung“ verbunden wurde: Ein Bahnübergang für Radfahrer und Fußgänger, bei dem ein dazugehöriger Rad-/Fußweg fehlt.

Auf eine kleine Anfrage der FDP-Bundestagsfraktion im Jahr 2007 zur Definition der Steuerverschwendung antwortete die Bundesregierung, dass der Begriff der Medien- und Umgangssprache entlehnt sei und nicht dem Sprachgebrauch der Bundesregierung entspreche. Amtliche Begriffe, die bei der Verwendung öffentlicher Mittel Anwendung finden und Eingang in das deutsche Haushaltsrecht gefunden haben, seien die der „Sparsamkeit“ und „Wirtschaftlichkeit“.
Der wirtschaftsliberale Interessenverein Bund der Steuerzahler Deutschland nutzt die Begriffe „Steuerverschwendung“ und „Ausgabenwut“, um damit die Sichtweise zu verbreiten, die staatliche Leistungserbringung sei eher ineffizient und die öffentliche Daseinsvorsorge sollte stärker dem freien Markt überlassen werden. Der Verein möchte damit eine Senkung der Steuern bewirken, was den Interessen der Mitglieder des Vereins dient. Als Instrument hierfür nutzt er beispielsweise das seit 1973 herausgegebene „Schwarzbuch der Steuerverschwendung“, das Beispiele auflistet, die er für Steuerverschwendung hält. Die Beispiele werden häufig skandalisiert, wofür eine Zusammenarbeit mit Boulevard-Medien stattfindet. Beispiele für Steuerverschwendungen sind nach dem Schwarzbuch 2020 etwa sogenannte „Schranken im Nichts“: Beschrankte Bahnübergänge, bei denen die dazugehörigen Wege fehlen. Der Verein stützt sich dabei oft auf Berichte des Bundesrechnungshofs.
Die Satiresendung extra 3 in der Rubrik Realer Irrsinn oder die Fernsehshow Mario Barth deckt auf!, an welcher der Bund der Steuerzahler Deutschland beteiligt ist, berichten regelmäßig über den ineffizienten Umgang mit öffentlichen Geldern und nutzen hierfür den Begriff „Steuerverschwendung“.
Der Begriff „Steuerverschwendung“ ist auch ein Diskurselement der Alternative für Deutschland (AfD). Die AfD spricht insbesondere dann von „Verschwendung“, wenn aus ihrer Sicht „volksferne Ziele“ Gegenstand der Politik sind. Darunter zählt sie die Rettung und den Erhalt des Euros, die Energiewende sowie die Aufnahme von Zugewanderten. Laut Belltower.News bedient die AfD mit ihren Vorwürfen der Steuerverschwendung auch das „rechtspopulistische Narrativ der korrupten und verschwenderischen Machtelite“. In der seit 1969 erschienenen, rechtsextremen Zeitschrift Unabhängige Nachrichten war die angebliche „Bonner Steuerverschwendung“ ein Themenschwerpunkt.
Simon Meier-Vieracker et al. legten dar, dass der Ausdruck „Steuerverschwendung“ 2017 in Bundestagswahlprogrammen vorkam, aber in den Bundestagswahlprogrammen von 2021 nicht mehr aufzufinden war.
Der Bund der Steuerzahler fordert, dass „Steuerverschwendung“ bzw. „Haushaltsuntreue“ analog zu Steuerhinterziehung ein Straftatbestand sein solle. Auch die AfD hat eine entsprechende Forderung in ihrem Parteiprogramm. Laut Stuttgarter Zeitung sei dies ein Zeichen, dass die AfD dem Staat „grundsätzlich misstraut“.

## Beispiele
Ein Beispiel für verschwenderische Ausgaben sind die im Zeitraum von Mitte November bis Ende Dezember über das statistische Jahresmittel hinaus verausgabten Steuermittel (sog. Dezemberfieber).